# Febádio
Febádio (em latim: Phoebadius) foi um poeta galo-romano do começo do século V, ativo durante o reinado do rei visigótico Ataulfo (r. 410–415). Aparece em janeiro de 414, quando cantou um epitalâmio de sua autoria durante o matrimônio de Ataulfo e a princesa Gala Placídia em Narbo Márcio (atual Narbona).